# Laurens Veldt
Laurens Veldt –conocido como Lau Veldt– (Ámsterdam, 18 de junio de 1953) es un deportista neerlandés que compitió en ciclismo en la modalidad de pista. Ganó una medalla de bronce en el Campeonato Mundial de Ciclismo en Pista de 1978, en la prueba de tándem. Su hijo Tim también compite en ciclismo de pista.

## Medallero internacional
| Campeonato Mundial | Campeonato Mundial | Campeonato Mundial | Campeonato Mundial |
| Año                | Lugar              | Medalla            | Competición        |
| ------------------ | ------------------ | ------------------ | ------------------ |
| 1978               | Múnich ( RFA)      | Medalla de bronce  | Tándem (A)         |